# Brachiaria jubata
Brachiaria jubata är en gräsart som först beskrevs av Antonio Bey Figari och De Not., och fick sitt nu gällande namn av Otto Stapf. Brachiaria jubata ingår i släktet Brachiaria och familjen gräs. Inga underarter finns listade i Catalogue of Life.